# Jugoslavien i olympiska vinterspelen 1992
Jugoslavien deltog med 25 deltagare vid de olympiska vinterspelen 1992 i Albertville. Ingen av landets deltagare erövrade någon medalj.